# Zosterop de Kolombangara
El zosterop de Kolombangara (Zosterops murphyi) és un ocell de la família dels zosteròpids (Zosteropidae).

## Hàbitat i distribució
Habita els boscos de les muntanyes de l'illa de Kulambangra, a les Salomó centrals.